# Кастельхольмен
Кастельхольмен (швед. Kastellholmen, дословно: Замковый островок) — небольшой остров почти правильной круглой формы в заливе Сальтшён в центре Стокгольма, Швеция. Остров располагается в непосредственной близости от более крупного острова Шеппсхольмен, с которым соединён пешеходным мостом Кастельхольмсброн (Кастельхольменский мост). 

## Описание

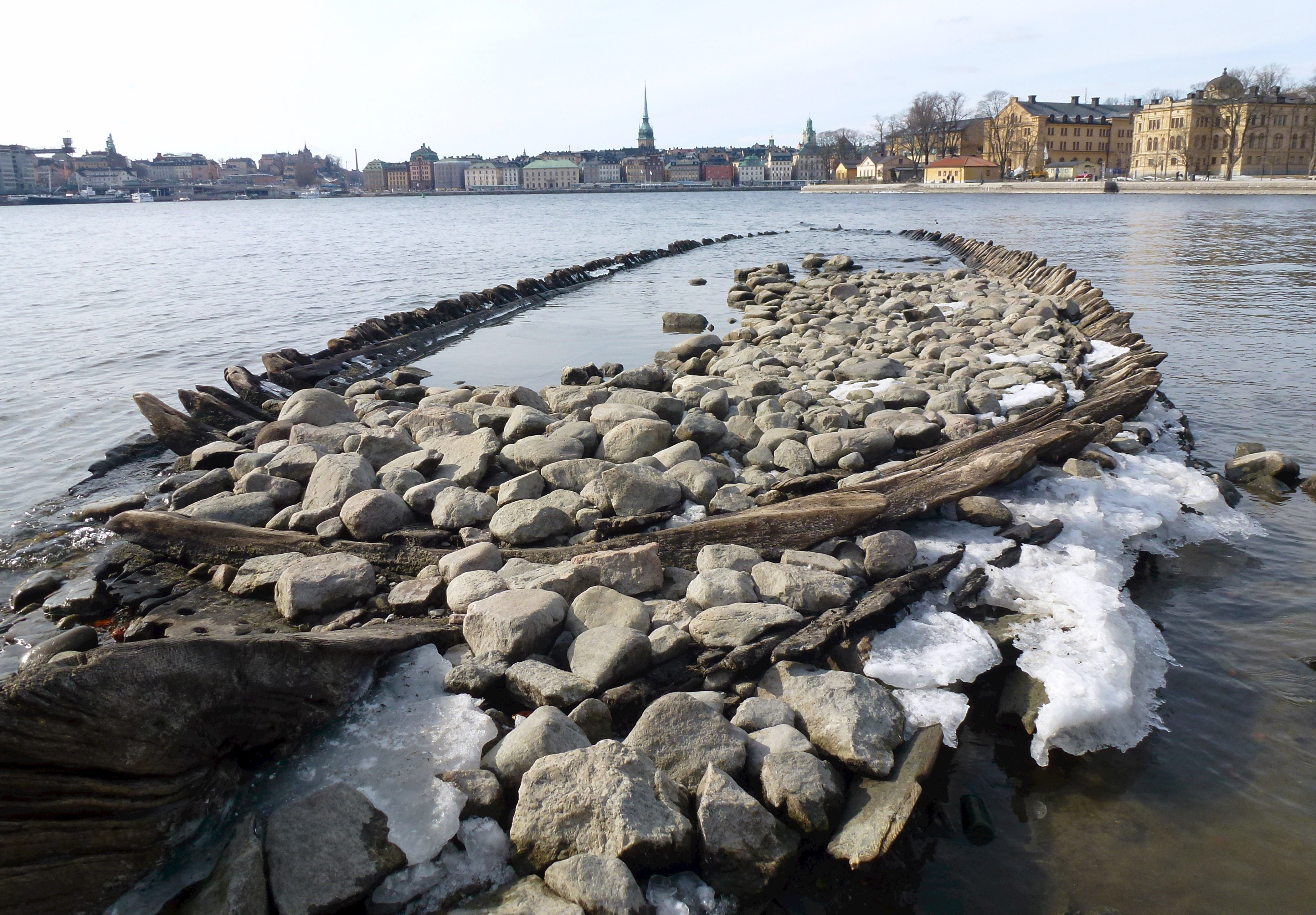
Остов военного корабля XVII века на мелководье около Кастельхольмена (в обычное время находится под водой).

Главной достопримечательностью острова является крепость Кастеллет, прикрывающая вход с моря в гавань Стокгольма. Кастеллет является преемником нескольких более ранних цитаделей, первая из которых была возведена на острове в 1667 году. В своём нынешнем виде Кастеллет был построен в 1848 году и использовался в оборонных целях даже в годы Второй мировой войны (соблюдая строгий нейтралитет, Швеция на всякий случай всё же разместила в Кастеллете зенитную батарею). В архитектурном плане Кастеллет является выдающимся памятником стиля неоготика, напоминающим постройки усадьбы Царицыно или старинный средневековый замок. 
Кроме Кастеллета, на острове расположено еще несколько строений. В административном отношении остров является частью района Шеппсхольмен и Королевского парка.

## Военный корабль Кастельхольмена
Поскольку фарватер стокгольмской гавани всегда был сложным для навигации, вокруг Шеппсхольмена и Кастельхольмена  в историческом прошлом затонуло не менее 30 кораблей. Остов одного из кораблей, известного как военный корабль Кастельхолмена, располагается на  мелководье примерно в 10 метрах к западу от острова, и время от времени, когда уровень воды в Сальтшёне становится низким, поднимается над водой. Наиболее вероятно, что эти остатки кораблекрушения  относятся к датскому военному кораблю «Grå ulven» («Серый волк»)  1645 года постройки.